# Unione Calcio AlbinoLeffe 2017-2018
Questa voce raccoglie le informazioni riguardanti l'AlbinoLeffe nelle competizioni ufficiali della stagione 2017-2018.

## Divise e sponsor
Lo sponsor tecnico per la stagione 2017-2018 è Acerbis, mentre lo sponsor ufficiale è Cargeas Assicurazioni. La prima maglia è celeste con inserti neri, la seconda maglia è rossa con calzoncini gialli.
| Casa | Trasferta | Terza divisa | 1^ Portiere | 2^ Portiere |

## Organigramma societario

### Rosa 2017-2018
Rosa tratta dal sito ufficiale dell'AlbinoLeffe. Aggiornata al 22 agosto 2017.
| N. |                           | Ruolo | Calciatore          |
| -- | ------------------------- | ----- | ------------------- |
| 1  | Italia (bandiera)         | P     | Simone Cortinovis   |
| 2  | Italia (bandiera)         | D     | Davide Mondonico    |
| 3  | Italia (bandiera)         | D     | Edoardo Scrosta     |
| 4  | Italia (bandiera)         | D     | Fabio Gavazzi       |
| 5  | Italia (bandiera)         | D     | Andrea Zaffagnini   |
| 6  | Romania (bandiera)        | D     | Vasilica Mihai Gusu |
| 7  | Russia (bandiera)         | C     | Juri Gonzi          |
| 8  | Italia (bandiera)         | C     | Francesco Agnello   |
| 9  | Costa d'Avorio (bandiera) | A     | Daniel Zinon Kouko  |
| 10 | Italia (bandiera)         | A     | Antonio Montella    |
| 11 | Italia (bandiera)         | A     | Giuseppe Sibilli    |
| 14 | Italia (bandiera)         | D     | Paolo Pellicanò     |
| 15 | Italia (bandiera)         | C     | Marco Nichetti      |

| N. |                   | Ruolo | Calciatore           |
| -- | ----------------- | ----- | -------------------- |
| 17 | Italia (bandiera) | C     | Carmine Giorgione    |
| 18 | Italia (bandiera) | C     | Alessandro Sbaffo    |
| 19 | Italia (bandiera) | A     | Mario Ravasio        |
| 20 | Italia (bandiera) | C     | Fausto Coppola       |
| 21 | Italia (bandiera) | D     | Marco Cotroneo       |
| 22 | Italia (bandiera) | P     | Achille Coser        |
| 23 | Italia (bandiera) | C     | Francesco Gelli      |
| 25 | Italia (bandiera) | C     | Roberto Cortellini   |
| 27 | Italia (bandiera) | C     | Leo Di Ceglie        |
| 29 | Italia (bandiera) | A     | Alessandro Galeandro |
| 32 | Italia (bandiera) | A     | Matteo Colombi       |
| 33 | Italia (bandiera) | D     | Raul Zucchetti       |

## Calciomercato

### Sessione invernale(dal 03/01 al 31/01)
| Acquisti | Acquisti         | Acquisti | Acquisti |
| R.       | Nome             | da       | Modalità |
| -------- | ---------------- | -------- | -------- |
| D        | Matthias Solerio | Avellino | prestito |

| Cessioni | Cessioni           | Cessioni   | Cessioni                |
| R.       | Nome               | a          | Modalità                |
| -------- | ------------------ | ---------- | ----------------------- |
| C        | Roberto Cortellini |            | risoluzione consensuale |
| C        | Marco Cotroneo     | Correggese | prestito                |

## Risultati

### Campionato

#### Girone di andata
| Arbitro: | Davide Moriconi (Roma) |

|         |           |  |
| Cia 66’ | Marcatori |  |

| Arbitro: | Federico Fontani (Siena) |

|             |           |                                     |
| Ravasio 35’ | Marcatori | 53’ Gritti 54’ Sottovia 87’ Zecchin |

| Arbitro: | Daniele Rutella (Enna) |

|  |           |             |
|  | Marcatori | 58’ Agnello |

| Arbitro: | Giacomo Camplone (Pescara) |

|                                        |           |               |
| Cortellini 17’ Colombi 77’ Agnello 90’ | Marcatori | 23’ Sirignano |

| Arbitro: | Marco Rossetti (Ancona) |

|                        |           |               |
| Agnello 58’ Sbaffo 80’ | Marcatori | 49’ Paramatti |

| Arbitro: | Federico Longo (Paola) |

|             |           |  |
| Minesso 66’ | Marcatori |  |

| Bergamo 4 ottobre 2017, ore 20:45 CEST 7ª giornata | AlbinoLeffe              | 0 – 0 referto | Triestina | Stadio Atleti Azzurri d'Italia (1 081 spett.)\| Arbitro: \| Marco D'Ascanio (Ancona) \| |
| Arbitro:                                           | Marco D'Ascanio (Ancona) |               |           |                                                                                         |

| Modena 8 ottobre 2017, ore CEST 8ª giornata | Modena | – | AlbinoLeffe | Stadio Alberto Braglia |

| Arbitro: | Fabio Pasciuta (Agrigento) |

|           |           |             |
| Kouko 14’ | Marcatori | 44’ Gerardi |

| Arbitro: | Valerio Maranesi (Ciampino) |

|  |           |            |
|  | Marcatori | 82’ Sbaffo |

| Arbitro: | Davide Andreini (Forlì) |

|               |           |             |
| Giorgione 11’ | Marcatori | 75’ Barbuti |

| Arbitro: | Alessio Clerico (Torino) |

|  |           |                                    |
|  | Marcatori | 12’ Colombi 54’ Sbaffo 90+6’ Kouko |

| 8 novembre 2017, ore CET Turno di riposo |  | – |  |  |

| Arbitro: | Marco Guarnieri (Empoli) |

|                           |           |  |
| Colombi 38’ Mondonico 76’ | Marcatori |  |

| Arbitro: | Marco Acanfora (Castellammare di Stabia) |

|            |           |                        |
| Guerra 58’ | Marcatori | 8’ Mondonico 34’ Kouko |

| Arbitro: | Matteo Proietti (Terni) |

|                  |           |                |
| Russo 13’ (aut.) | Marcatori | 55’, 65’ Cisco |

| Arbitro: | Gianpiero Miele (Nola) |

|                                     |           |              |
| Altinier 7’, 41’ e 83’ Cesarini 77’ | Marcatori | 86’ Nichetti |

| Bergamo 10 dicembre 2017, ore 20:45 CET 18ª giornata | AlbinoLeffe | 0 – 1 referto | Sambenedettese | Stadio Atleti Azzurri d'Italia (1 123 spett.) |
| \| \| \| \| \| \| Marcatori \| 81’ Miracoli \|       |             |               |                |                                               |
|                                                      |             |               |                |                                               |
|                                                      | Marcatori   | 81’ Miracoli  |                |                                               |

| Arbitro: | Gualtieri (Asti) |

|                |           |           |
| De Giorgio 54’ | Marcatori | 36’ Kouko |

#### Girone di ritorno
| Arbitro: | Andrea Zingarelli (Siena) |

|                  |           |                      |
| Kouko 27’ (rig.) | Marcatori | 29’ (aut.) Mondonico |

| Arbitro: | Mario Vigile (Cosenza) |

|                              |           |             |
| Sottovia 5’ Bascolo Papo 58’ | Marcatori | 21’ Scrosta |

| Bergamo 21 gennaio 2018, ore CET 22ª giornata | AlbinoLeffe | – | Renate | Stadio Atleti Azzurri d'Italia |

| Santarcangelo di Romagna 28 gennaio 2018, ore CET 23ª giornata | Santarcangelo | – | AlbinoLeffe | Stadio Valentino Mazzola |

| Gubbio 4 febbraio 2018, ore CET 24ª giornata | Gubbio | – | AlbinoLeffe | Stadio Pietro Barbetti |

| Bergamo 11 febbraio 2018, ore CET 25ª giornata | AlbinoLeffe | – | Bassano Virtus | Stadio Atleti Azzurri d'Italia |

| Trieste 18 febbraio 2018, ore CET 26ª giornata | Triestina | – | AlbinoLeffe | Stadio Nereo Rocco |

| Bergamo 25 febbraio 2018, ore CET 27ª giornata | AlbinoLeffe | – | Modena | Stadio Atleti Azzurri d'Italia |

| Pordenone 4 marzo 2018, ore CET 28ª giornata | Pordenone | – | AlbinoLeffe | Stadio Ottavio Bottecchia |

| Bergamo 11 marzo 2018, ore CET 29ª giornata | AlbinoLeffe | – | Ravenna | Stadio Atleti Azzurri d'Italia |

| Teramo 18 marzo 2018, ore CET 30ª giornata | Teramo | – | AlbinoLeffe | Stadio Gaetano Bonolis |

| Arbitro: | De Tullio (Bari) |

|           |           |  |
| Gelli 20’ | Marcatori |  |

| 25 marzo 2018, ore CEST Turno di riposo |  | – |  |  |

| Fano 31 marzo 2018, ore CEST 33ª giornata | Fano | – | AlbinoLeffe | Stadio Raffaele Mancini |

| Bergamo 8 aprile 2018, ore CEST 34ª giornata | AlbinoLeffe | – | Feralpisalò | Stadio Atleti Azzurri d'Italia |

| Padova 15 aprile 2018, ore CEST 35ª giornata | Padova | – | AlbinoLeffe | Stadio Euganeo |

| Bergamo 22 aprile 2018, ore CEST 36ª giornata | AlbinoLeffe | – | Reggio Audace | Stadio Atleti Azzurri d'Italia |

| San Benedetto del Tronto 29 aprile 2018, ore CEST 37ª giornata | Sambenedettese | – | AlbinoLeffe | Stadio Riviera delle Palme |

| Bergamo 6 maggio 2018, ore CEST 38ª giornata | AlbinoLeffe | – | Vicenza | Stadio Atleti Azzurri d'Italia |

## Coppa Italia
| Arbitro: | Prontera (Bologna) |

|           |           |                                           |
| Perna 79’ | Marcatori | 36’ Ravasio 52’ (aut.) Perico 89’ Agnello |

| Arbitro: | Piccinini (Forlì) |

|                             |           |             |
| Schenetti 32’ Arrighini 76’ | Marcatori | 66’ Ravasio |

### Coppa Italia Serie C

#### Fase a eliminazione diretta
| Arbitro: | Garofalo (Torre del Greco) |

|           |           |  |
| Gusu 106’ | Marcatori |  |

| Arbitro: | Miele (Torino) |

|                                |           |  |
| Ravasio 54’ Sibilli 88’ (rig.) | Marcatori |  |

| Arbitro: | Pasciuta (Agrigento) |

|                                             |                      |                                               |
| Casasola 78’ González 80’                   | Marcatori            | 62’ Montella 90+3’ Colombi                    |
| González Fischnaller Casasola Giosa Marconi | Tiri di rigore 5 – 4 | Colombi Ravasio Pellicanò Mondonico Giorgione |